# Metzgeria psilocraspeda
Metzgeria psilocraspeda là một loài Rêu trong họ Metzgeriaceae. Loài này được Schiffner mô tả khoa học đầu tiên năm 1964.